# Баранов-Россине, Владимир Давидович
Влади́мир Дави́дович Бара́нов-Россине́ или Бара́нов-Россинэ́ (настоящее имя и фамилия — Шулим-Вольф Лейб Баранов, псевдоним — Даниэль Россинэ; 1 [13] января 1888[…], Великая Лепетиха, Таврическая губерния — январь 1944[…], концлагерь Освенцим, Верхняя Силезия) — русский художник, авангардист, живописец, скульптор и изобретатель.

## Биография
В 1902—1908 годах учился в Одесском художественном училище. Выпущен оттуда учителем черчения и рисования. В 1908 году поступил в Высшее художественное училище при Императорской Академии художеств, но был отчислен за непосещение занятий сразу после первого курса.
В 1907—1910 годах вместе с Михаилом Ларионовым, Натальей Гончаровой, Давидом Бурлюком, Александрой Экстер и другими молодыми художниками участвовал в первых выставках русского авангарда в составе художественной группы «Венок—Стефанос»: «Стефанос» (Москва, 1907—1908), «Звено» (Киев, 1908), «Венок-Стефанос» (Петербург, 1909), «Импрессионисты» (Херсон, Вильно 1909—1910).
В 1909—1910 годах путешествует по Европе и обосновывался в Париже. Дружил с Марком Шагалом, Осипом Цадкиным, Александром Архипенко, Хаимом Сутиным, Амедео Модильяни, стал обитателем знаменитого парижского дома «Улей».
В это время началась его дружба с Робером Делоне и Соней Делоне, и Баранов увлекся идеей выразить динамику движения и музыкальность ритмов с помощью «закономерностей» взаимопроникновения основных цветов спектра.
Выставлялся в Осеннем салоне, Салоне независимых, а также на выставках авангардистов в Цюрихе и Амстердаме. В это время он берет себе псевдоним Даниэль Россинэ. В Салоне независимых Баранов-Россине выставил первые полихромные кубистические скульптуры; его скульптура «Симфония № 2» привлекла всеобщее внимание. Молодого художника хвалил Гийом Аполлинер.

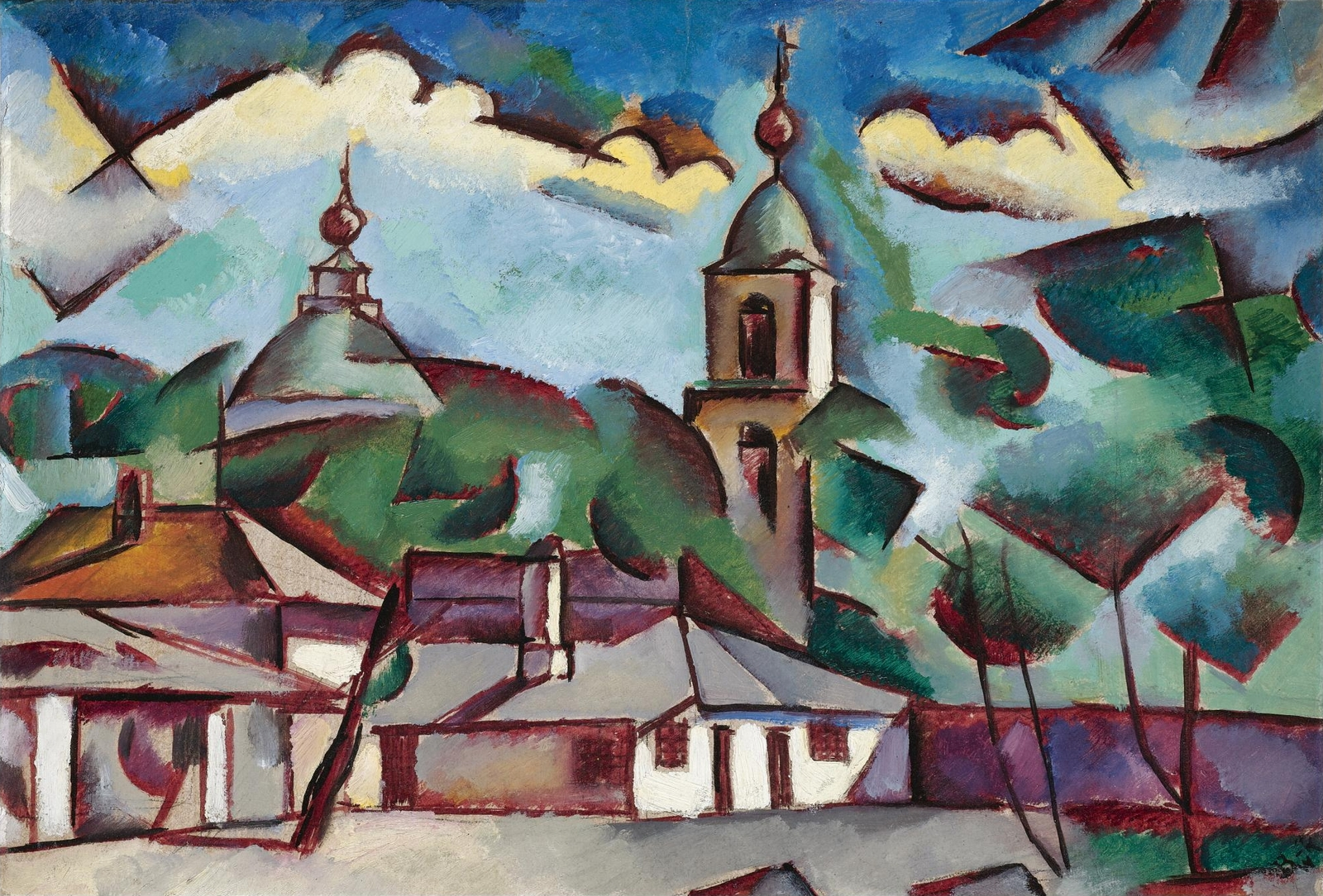
Пейзаж с церковью, 1909 год

Во время Первой мировой войны жил в Норвегии, где окончательно сформировался его художественный стиль. Там же, в Норвегии, в городе Осло (тогда — Христиании) состоялась его первая персональная выставка. Художник углублённо изучает проблемы синтеза музыки и цвета, продолжая идеи орфистов. В это время он сконструировал «оптофоническое» (цветомузыкальное) пианино и давал первые оптофонические концерты в Христиании и Стокгольме.
В 1917 году после Февральской революции вернулся в Россию. Преподавал в Свободных художественных мастерских (Петроград), во Вхутемасе (Высшие художественно-технические мастерские) в Москве, участвовал вместе с группой известных художников в оформлении площади Восстания в Петрограде к первой годовщине Октябрьской революции, писал большие революционные панно.

В 1917 году в Художественном бюро Н. Е. Добычиной в Петрограде состоялась выставка, на которой Баранов-Россине выставил более 60 своих произведений, в том же году его произведения экспонировались на московской Выставке картин и скульптур художников-евреев. В 1918 году организовал мастерскую в здании бывшей Академии художеств в Петрограде.
«В течение многих лет, или — вернее — в течение всей своей творческой жизни, он неизменно оказывался (хронологически) в первых рядах самых разнообразных авангардных течений, будь то кубизм или сюрреализм, футуризм, экспрессионизм и так далее до абстракции. Он был спутником и соратником в очень трудных боях, взволновавших художественный мир».

— Юрий Анненков, русский и французский живописец и график
По мнению известного специалиста по военной форме, историка А. Б. Степанова именно художник В. Д. Баранов-Россине, который в 1918 году был членом комиссии по выработке форм обмундирования для Красной армии, осуществил окончательную прорисовку на основе предложенных проектов эскиза будёновки и остальных элементов новой формы РККА.
В начале 1920-х годов художник, развивая идеи А. Н. Скрябина, продолжает заниматься проблемами светомузыки и создает клавир — новый вариант оптофона, каждая клавиша которого соответствует не только определённому звуку, но и цвету (свет, проходя через оптические фильтры, проецировался на экран — «хромотрон»).
Два цветовизуальных концерта были даны им в 1923—1924 годах в театре В. Э. Мейерхольда и в Большом театре в Москве. «Партию света» исполнял сам художник. Оптофон Баранова-Россине был встречен публикой одобрительно. Он считал, что его изобретение можно использовать в массовых действиях, в проецировании изображений и лозунгов на облака или дым.

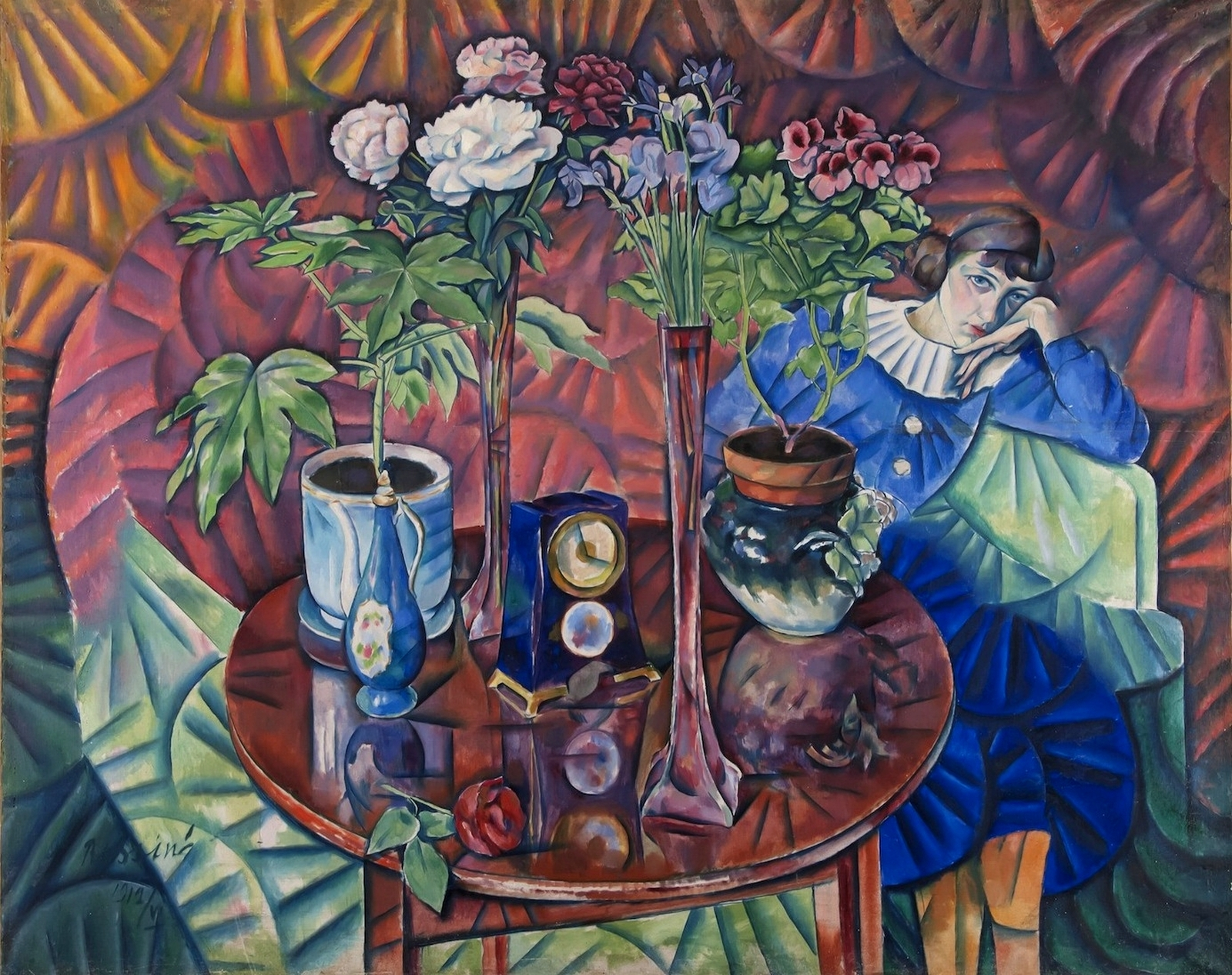
Кузина с цветами, 1912 год

В 1925 году, несмотря на признание конструкции советским патентным ведомством, обилие выставок и деканство во Вхутемасе, художник вместе с семьёй уехал в Париж. Во Франции Баранов-Россине вновь запатентовал оптофон, организовал Оптофоническую академию, проводил аудиовизуальные исследования, давал оптофонические концерты, преподавал и, с помощью своего изобретения, пытается воспитывать «визуальные восприятия» у учеников. Он также был одним из создателей движущейся скульптуры (мобилей). Во второй половине 1920-х годов Баранов-Россине заинтересовался направлением сюрреализм, выставляется в Салоне независимых.
В 1939 году он запатентовал «хамелеон-метод» («пуантилистически-динамичный камуфляж») как способ маскировки войск. Этот патент лёг в основу пятнистого камуфляжа.
В ноябре 1943 года был арестован гестапо, в январе 1944 года погиб в концлагере Освенцим.

## Факты
- Самая популярная картина Баранова-Россине «Ритм» (Адам и Ева, 1910) была продана в 2008 году на аукционе «Кристис» в Лондоне за 2,72 миллиона фунтов стерлингов[8].
- Во второй половине 1920-х годов в Париже Баранов-Россине, чтобы прокормить семью, занимается коммерцией — торгует недвижимостью.
- В. Д. Баранов-Россине является автором ряда технических изобретений. В частности, хромофотометр (прибор для анализа качества драгоценных камней), «мультиперко» (прибор, позволяющий производить и очищать химические растворы; запатентован в 1934 году).
- Жительница казахстанского Уральска Анаргуль Амирова осенью 2016 года предложила президенту России В. В. Путину купить свою коллекцию из семи картин Баранова-Россине с целью построить на вырученные деньги реабилитационный центр для детей-инвалидов[9].

## Комментарии
1. ↑  Комиссия по выработке форм обмундирования для Красной армии заседала в Школе военной маскировки в Москве.